# دهه ۴۵۰ (میلادی)

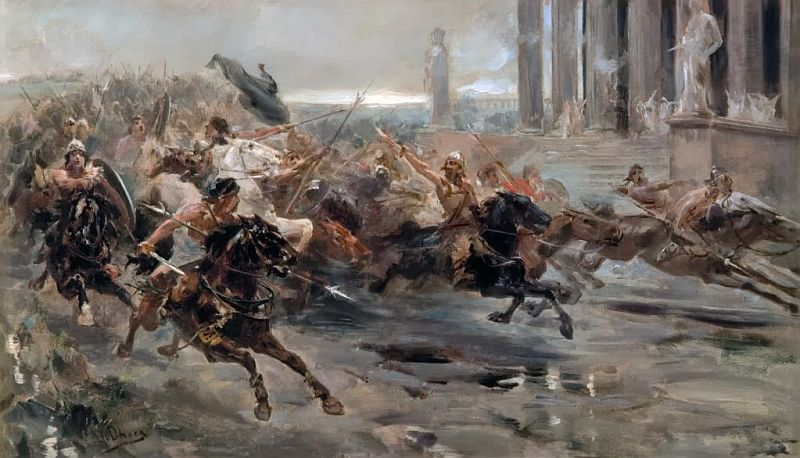
تهاجم بربرها یا هون ها در حال نزدیک شدن به روم.

دهه ۴۵۰ (میلادی) دهه چهل و پنجم تقویم میلادی است.

## درگذشتگان
‎